# Arago de Sète Volley-Ball 2015-2016
Questa voce raccoglie le informazioni riguardanti l'Arago de Sète Volley-Ball nelle competizioni ufficiali della stagione 2015-2016.

## Organigramma societario
Area direttiva
- Presidente: René Game
- Vicepresidente: Fabien Barrouyer
- Segreteria generale: René Porteil, Francis Contini
- Consigliere: Patrick Tourrou

Area organizzativa
- Tesoriere: Pierre Decrescenzo
- Manager generale: Michel Thibout
- Direttore centro di formazione: Guy Sbarra

Area tecnica
- Allenatore: Patrick Duflos
- Allenatore in seconda: Fabien Dugrip

## Rosa
| N° | Nome              | Ruolo | Data di nascita  | Nazionalità sportiva |
| -- | ----------------- | ----- | ---------------- | -------------------- |
| 1  | Guillermo Hernán  | P     | 25 luglio 1982   | Spagna               |
| 2  | Franck Lafitte    | C     | 8 marzo 1989     | Francia              |
| 3  | Marien Moreau     | S/O   | 25 ottobre 1983  | Francia              |
| 4  | Arthur Piazzeta   | P     | 28 novembre 1997 | Francia              |
| 6  | Thibault Rossard  | S     | 28 agosto 1993   | Francia              |
| 7  | Thomas Lamoise    | S     | 13 febbraio 1982 | Francia              |
| 8  | Baptiste Enfoux   | S     | 1º aprile 1996   | Francia              |
| 9  | Gauthier Bonnefoy | S     | 11 giugno 1995   | Francia              |
| 10 | Tommy Senger      | C     | 1º luglio 1982   | Francia              |
| 11 | Eliott Treilles   | L     | 18 gennaio 1994  | Francia              |
| 12 | Maxime Hervoir    | S     | 24 febbraio 1995 | Francia              |
| 13 | Daniel Petrov     | P     | 7 luglio 1991    | Francia              |
| 14 | Médéric Henry     | C     | 20 giugno 1995   | Francia              |
| 15 | Quincy Aye        | S/O   | 27 febbraio 1995 | Francia              |
| 16 | Nicolas Rossard   | L     | 23 maggio 1990   | Francia              |
| 17 | Nicolas Mendez    | S     | 2 novembre 1992  | Italia               |
| 19 | Vianny Vandooren  | C     | 14 febbraio 1995 | Francia              |